# Воробьёва, Марина Николаевна
Марина Николаевна Воробьёва (род. 1 апреля 2002 года, Сергиев Посад, Московская область) — российская дзюдоистка, финалистка серии гран-при «Большой шлем» 2025. Член взрослой сборной России по дзюдо. Мастер спорта России международного класса.

## Биография
Марина родилась 1 апреля 2002 года в подмосковном городе Сергиев Посад. В возрасте четырех лет начала свою спортивную карьеру в дзюдо под руководством своего первого тренера Токарёвой, Ольги Алексеевной в местном спортивном клубе «Каскад». В 2011 году она с родителями переехала в Рязань и продолжила тренироваться уже в спортивной школе олимпийского резерва «Комета» под началом Сергея Бодько, Юрия Крищука и Сергея Крищука.

## Спортивная карьера

### Кадетский уровень
В 2016 году она впервые взяла бронзовую медаль первенства России среди школьников до 15 лет в Оренбурге. В августе 2017 года Марина стала победительницей первенства мира среди кадетов (до 17 лет) в Сантьяго (Чили). В ноябре 2017 года стала третьей на первенстве России до 17 лет в весе до 44 кг. 

### Юниорство и категория до 23 лет
Первые результаты в качестве юниора в возрасте 20 лет Воробьева добилась в 2021 году, когда смогла добраться до финала первенства России в Екатеринбурге в весе до 48 кг. В начале марте 2023 года она приняла участие на первенстве России среди дзюдоистов до 23 лет в Екатеринбурге и смогла взять бронзовую медаль. В марте 2024 года завоевала золотую медаль первенства России до 23 лет в  Красноярске, одолев в финале Лану Филькину из Санкт-Петербурга .

### Карьер во взрослом дзюдо
В 2021 году выигрывала бронзовую медаль на Кубке Азии в казахстанском Актау. В марте 2023 года выиграла международный турнир «Russian judo tour» памяти В.С. Ощепкова в Хабаровске, а также была третьей на Кубке Азии в Актау. В декабре 2023 года выступила на кубке России, проходивший в Нижнем Новгороде и завоевала бронзовую награду. июне 2024 года снова успешно выступила на международном турнире «Russian judo tour» в Челябинске. В июле 2025 года смогла добыть для сборной России в качестве выступления под эгидой международной федерации дзюдо (IJF) серебряную медаль на престижнейшим турнире серии гран-при «Большой шлем» в Улан-Баторе (Монголия).

## Спортивные результаты
Взрослый уровень (международные турниры)
- Кубок Азии 2021, 2023 (Актау, Казахстан ) — ;
- «Russian judo tour» памяти В.С. Ощепкова 2023 (Хабаровск, Россия ) — ;
- «Russian judo tour» 2024 (Челябинск, Россия ) — ;
- «Большой шлем» 2025 (Улан-Батор, Монголия ) — ;

Национальные турниры
- Первенство России среди кадетов 2016, 2017 — ;
- Первенство России среди юниоров 2021 — ;
- Первенство России до 23 лет 2023 — ;
- Кубок России 2023 — ;
- Первенство России до 23 лет 2024 — ;

Кадетский уровень (международные турниры)
- Кубок Европы 2017, 2018 (Фоллоника, Италия ) — ;
- Кубок Европы 2017, 2018 (Тула, Россия ) — ;
- Кубок Европы 2017 (Берлин, ФРГ ) — ;
- Кубок Европы 2017 (Бельско-Бяла, Польша ) — ;
- Первенство мира 2017 (Сантьяго, Чили ) — ;
- Кубок Европы 2019 (Загреб, Хорватия ) — ;
- Кубок Европы 2019 (Тула, Россия ) — ;

## Личная информация
Марина имеет степень бакалавра в юриспруденции. Она любит смотреть хоккей, ее любимый хоккеист — четвертый номер драфта «Колорадо Эвеланш» Кейл Макар.